# Круела
„Круела“ (на английски: Cruella) е американска криминална комедия от 2021 година, част от франчайза „101 далматинци“, базиран по героинята Круела де Вил, въведена от романа на Доди Смит „Сто и един далматинци“ през 1956 г. и едноименния филм на Дисни през 1961 г. Филмът е режисиран от Крейг Гилеспи, по сценарий на Дейна Фокс и Тона Макнамара, по идея на Алайн Брош Маккена, Кели Марсел и Стийв Зисис. Ема Стоун играе едноименната героиня, а поддържащия състав се състои от Ема Томпсън, Джоел Фрай, Пол Уолтър Хаузър, Емили Бийчам и Марк Стронг. Разположен в Лондон по време на пънк рок движението от 70-те години на миналия век, филмът се върти около Естела Милър, амбициозна модна дизайнерка, докато тя изследва пътя, който ще я накара да се превърне в известна изгряваща модна дизайнерка, известена като Круела де Вил.
Уолт Дисни Пикчърс обяви развитието на филма през 2013 г., като продуцент е Андрю Гън. Стоун беше добавена в състава през 2016 г. и също така е изпълнителен продуцент на филма заедно с Глен Клоуз, който изигра Круела в предишните игрални адаптации, „101 далматинци“ (101 Dalmatians) през 1996 г. и „102 далматинци“ (102 Dalmatians) през 2000 г. Основната фотография се проведе от август и ноември 2019 г. в Англия.
Премиерата на филма е на 18 май 2021 г., това е първото голямо събитие на червения килим от началото на пандемията от COVID-19, и е пуснат в Съединените щати тетрално и самостоятелно достъпен в Disney+ с Premier Access на 28 май. Филмът е спечелил 111 милиона долара в световен мащаб и е получил похвала от критиците за режисурата на Гилеспи, изпълненията (особено Стоун, Томпсън и Хаузър), костюмния дизайн, производствените стойности и саундтрака, критики за неговия сценарий. В момента се разработва продължение.

## Сюжет
През 1970-те години на 20 век в Лондон, младата модна дизайнерка Естела де Вил става обсебена в кожите на кучетата, особено далматинците, докато тя евентуално става безмилостна и ужасяваща легенда като Круела.

## Актьорски състав
- Ема Стоун – Круела де Вил, жена, която е обсебена в кожите, особено далматинците, която ще стане известен престъпник.
- Ема Томпсън – Баронеса вон Хелман, главата на престижната модна къща, която наема Круела.
- Джоел Фрай – Джаспър Хадън, един от поддръжниците на Круела
- Пол Уолтър Хаузър – Хорас Хадън, един от поддръжниците на Круела
- Емили Бийчам – Анита, състудентка на Анита
- Марк Стронг – Борис
- Кърби Хауъл-Баптист – Табита
- Джейми Деметриу – Джералд

## Продукция
Игралния филм за Круела беше анонсиран през 2011 г. Андрю Гън беше нает да продуцира филма с Глен Клоуз, която предишно изигра едноименната героиня в игралната адаптация през 1996 г., служи като изпълнителен продуцент, и Кели Марсел преразглежда сценария, който оригинално е написан от Алайн Брош Маккена. На 6 януари 2016 г. Ема Стоун беше наета да изиграе едноименната роля на Круела де Вил. През август 2016 г. Джез Батъруърт беше нает да пренапише предишния проект на сценария. През ноември 2016 г. беше съобщено, че Дисни е наел Алекс Тимбърс за режисьор на игралната адаптация, докато Марк Плат се присъединява към филма като продуцент. През декември 2018 г. обаче беше разкрит, че Тимбърс е напуснал филма поради конфликти за планиране, и вместо това Крейг Гилеспи ще режисира филма, замествайки Тимбърс.
През май 2019 г. Ема Томпсън се присъедини към състава да изиграе Баронесата, описана като „антагонистка на Круела, който се смята за ключов в трансформацията си в злодея, който познаваме днес“. Никол Кидман, Шарлиз Терон, Джулиан Мур и Деми Мур също са били в размисъл за ролята, докато Дев Пател е бил смятан за ролята на Роджър Диърли. Същия месец Тони Макнамара и Дейна Фокс са наети да напишат най-новата версия на сценария. Джоел Фрай и Пол Уолтър Хаузър бяха добавени през следващите месеци като Джаспър и Хорас.

### Заснемане
През август 2019 г., по време на D23 Expo, беше разкрито, че основната фотография за „Круела“ вече е започнала. Първото официално изображение от филма с участието на Стоун като Круела де Вил с трима възрастни далматинци на каишка, Хаузър като Хорас и Фрай като Джаспър също бяха разкрити по време на събитието. През септември 2019 г. Марк Стронг, Емили Бийчам и Кърби Хауъл-Баптист бяха съответно избрани за Борис, Анита и Табита. Снимките са завършени през ноември 2019 г.

## Пускане
„Круела“ беше оригинално предвиден да бъде пуснат на екран на 23 декември 2020 г., но беше отложен на 28 май 2021 г., когато започнаха снимките.

### Маркетинг
Първия трейлър и плакат бяха пуснати на 17 февруари 2021 г.